# Дафко Данаилов
Дафко Данаилов Коцев е български революционер, деец на Вътрешната македоно-одринска революционна организация и на Вътрешната македонска революционна организация.

## Биография
Дафко Данаилов е роден през 1896 година в щипското село Горно Трогерци, тогава в Османската империя. Получава основно образование, а през 1918 година става нелегален член на ВМОРО. Става четник при Иван Бърльо, а от 1923 до 1934 година е самостоятелен войвода в Овчеполието. Присъства на Седмия конгрес на ВМРО в 1928 година.
Между 1941 и 1944 година, за време на българското управление на Вардарска Македония, е помощник кмет на Горно Трогерци. Умира на 6 ноември 1982 година в Щип, тогава Югославия.
През 1946 година неговият син Борис Данаилов (р. 1927 г.) се включва в конспиративна младежка група на Наум Койзаклиев, а след разкриването ѝ от югославските власти Борис е осъден на 6 години затвор.